# École Normale de Musique de Paris

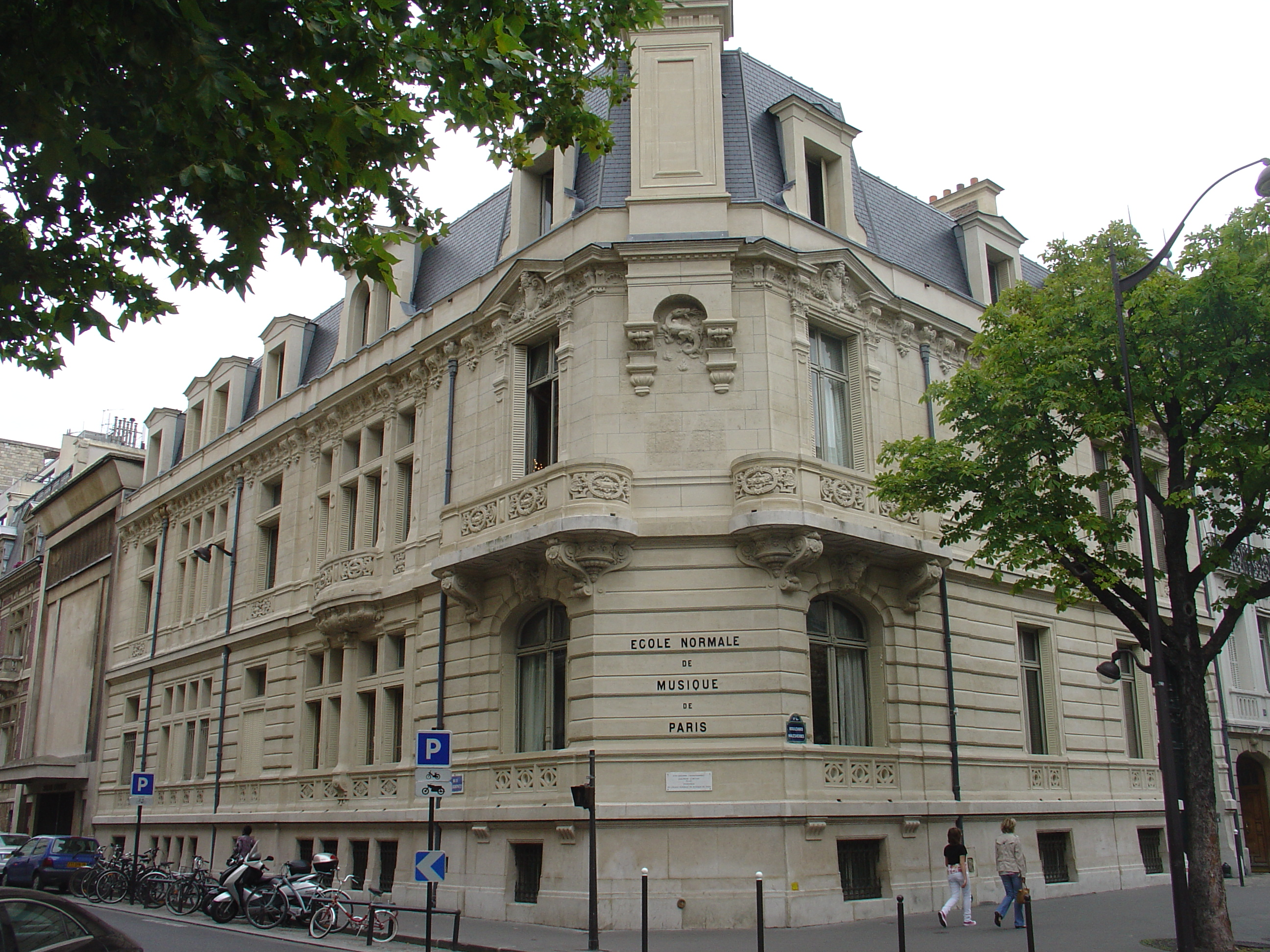
Ecole Normale de Musique de Paris

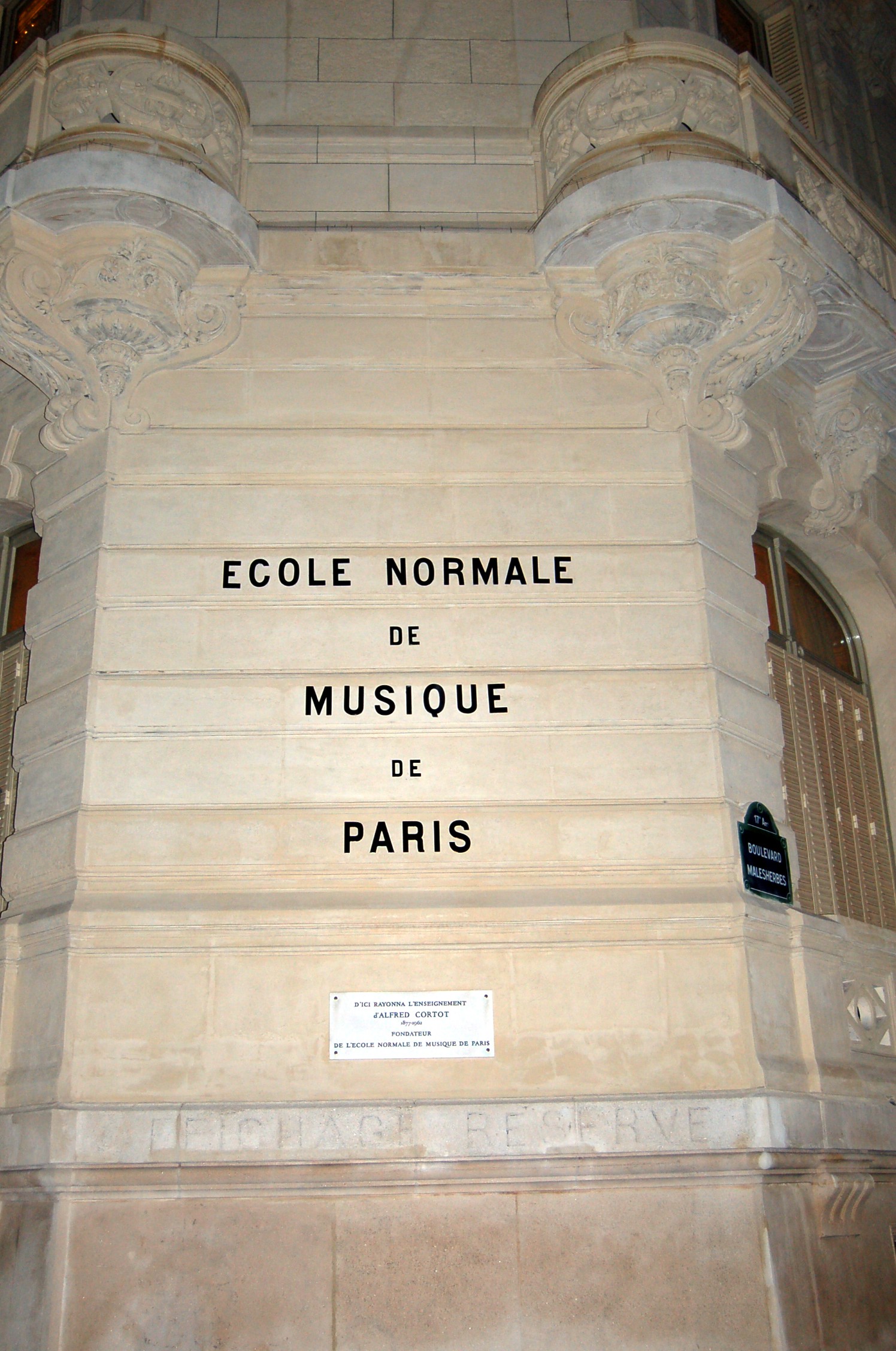
École normale de musique de Paris

De École Normale de Musique de Paris, ook bekend als École Normale Alfred Cortot, is een conservatorium in Parijs, opgericht in 1919 door de pianisten Alfred Cortot en Auguste Mangeot.

## Geschiedenis
De kwaliteit van dit conservatorium is altijd als hoog beschouwd. Vele bekende leraren hebben er gedoceerd, onder wie Pablo Casals, Jacques Thibaud, Nadia Boulanger, Paul Dukas, Wanda Landowska, Georges Enesco, Arthur Honegger, Yvonne Lefébure en anderen. Een groot aantal bekende componisten, dirigenten, zangers en instrumentalisten is aan dit conservatorium opgeleid, bijvoorbeeld Dinu Lipatti, Samson François, Igor Markevitsj, Kent Nagano en Henri Dutilleux.

## Gebouw
Sinds 1927 is de school gevestigd in een stadspaleis uit 1881, ontworpen door de architect Léopold Cochet in de stijl van de zogenoemde belle époque aan de Boulevard Malesherbes 114 bis in het 17e arrondissement van Parijs.
De concertzaal van het conservatorium, de 'Salle Cortot', is een architectonisch meesterwerk uit 1928-1929 van Auguste Perret, die ook het Théâtre des Champs-Élysées gebouwd heeft.

## Onderwijsaanbod
Er zijn rond 1200 studenten, die door 120 docenten in alle disciplines uit de klassieke muziekwereld opgeleid worden. Het conservatorium biedt cursussen in onder meer de volgende vakgebieden:
- vocale muziek
- muziektheorie, compositie en orkestdirectie
- instrumentale muziek
- musicologie en analyse
- muziekpedagogiek en lerarenopleiding
- choreografie, klassieke en hedendaagse dans

Directeur van het instituut is sinds 2013 Françoise Noël-Marquis.